# ZE Records
ZE Records (Originalmente escrito sempre com duas letras maiúsculas) foi uma gravadora de  Nova Iorque, fundada em 1978  por Michael Zilkha e Michel Esteban. Michael Zilkha (1954) foi um britânico formado em Oxford, descendente de libaneses, filho do proprietário da Mothercare, uma empresa britânica de retalho, e o enteado de Lord Lever. Em meados da década de 1970 ele estava trabalhando na indústria editorial de Nova York.
Michel Esteban (1951) era o proprietário da loja punk francesa Paris Harry Cover (um trocadilho com "haricots verts", do francês: "feijões verdes") e da revista Rock News, com sua parceira Lizzy Mercier Descloux, mudou-se para New York para se tornar parte do movimento punk local e emergente cena pós-punk da época.
A ZE Records acabou se tornando um celeiro de artistas do No wave e música underground de New York entre o final dos anos 1970 e meados dos anos 1980. Em 1982, o selo encerrou suas atividades retornando apenas em 2002 quando efetuou o relançamento de parte de seu catálogo e estabeleceu seu novo escritório na França. O selo possui distribuidores independentes em diversos países, inclusive no Brasil.

## Artistas notáveis do selo
- Suicide
- Kid Creole and the Coconuts
- James Chance
- Cristina
- John Cale
- Was (Not Was)
- The Waitresses
- Alan Vega
- Davitt Sigerson
- Lizzy Mercier Descloux
- Lydia Lunch
- James Chance
- The Contortions
- Mars
- Material
- Breakfast Club